# Zimnicea
Zimnicea (rumænsk udtale: [ˈzimnit͡ʃe̯a]) er en by i distriktet Teleorman  i den historiske region Muntenien, i Rumænien.  Byen har 12.589 (2021) indbyggere og en havn ved Donau over for den Bulgarske by Svishtov.

## Geografi
Zimnicea ligger på den venstre bred af Donau, og er det sydligste sted i Rumænien. Afstanden mellem Zimnicea og Bukarest er 122 km og afstanden til distriktshovedstaden Alexandria  er ca. 39 km.  Zimnicea betjenes døgnet rundt af Svishtov-Zimnicea-færgen  over Donau mellem Zimnicea og Svishtov i Bulgarien. Færgen forkorter vejen til og fra Tyrkiet til Central- og Vesteuropa med 140 km i forhold til den traditionelle rute over Donaubroen ved Ruse-Giurgiu og giver en tidsgevinst på næsten 4 timer, hvorved man undgår trafikken i og omkring byen Bukarest.